# Mansfield Lovell
Mansfield Lovell (Washington, 20 ottobre 1822 – New York, 1º giugno 1884) è stato un militare statunitense, che passò all'esercito degli Stati Confederati durante la guerra di secessione americana.
In qualità di comandante militare di New Orleans, quando la città cadde inaspettatamente in mano alla Marina dell'Unione nel 1862 dopo un breve assedio fu aspramente criticato dai confederati ed incolpato del fallimento. Il governo sudista lo usò come vero e proprio capro espiatorio per distogliere l'attenzione dai propri errori nel lasciare così poche truppe a difesa di New Orleans. Una corte d'inchiesta in seguito lo scagionò dalle accuse di incompetenza, ma non recuperò mai la sua reputazione.

## Prima della guerra

### Origini
Nacque nel 1822 a Washington in una famiglia molto prominente: suo padre era Joseph Lovell, ottavo chirurgo generale dell'esercito degli Stati Uniti, mentre il suo bisnonno James Lovell era stato membro di spicco del partito Whig a Boston prima della rivoluzione americana e membro del Congresso continentale dal 1777 al 1782.

### Carriera militare
Mansfield Lovell si laureò a West Point nel 1842 e divenne sottotenente d'artiglieria. Quando scoppiò la guerra messico-statunitense partecipò ai combattimenti e venne ferito gravemente alla battaglia di Chapultepec; sopravvissuto, per le sue azioni in combattimento venne promosso capitano. 
Lasciò l'esercito nel 1854 per unirsi alla fallimentare spedizione del generale John A. Quitman a Cuba, una delle ultime imprese riconducibili alla filibusta. Si stabilì quindi a New York, divenendo commerciante e vice-commissario stradale.

## La guerra civile

### Comandante di New Orleans
Con lo scoppio della guerra di secessione Lovell, di simpatie sudiste, lasciò New York e si arruolò nell'esercito confederato. Riconosciuto come militare di grande esperienza, fu subito nominato maggiore generale il 7 ottobre 1861 in sostituzione di David E. Twiggs, che aveva chiesto di essere sollevato per problemi di salute, al comando dell'importante porto di New Orleans. I cittadini di New Orleans espressero grande delusione per la nomina di Lovell, poiché avrebbero preferito generali più blasonati come Beauregard o Braxton Bragg.
All'epoca Bragg era al comando delle forze confederate a Pensacola, in Florida. Indignato per essere stato scavalcato da Lovell nella prestigiosa nomina, scrisse al governatore della Louisiana Thomas Overton Moore: "Il comando a New Orleans era mio di diritto. Mi sento degradato dall'azione del governo e mi assicurerò che conoscano i miei sentimenti.". Due settimane più tardi Bragg scrisse di nuovo a Moore, dicendo di considerare Lovell "molto competente, e se non fosse per la sua vanità insubordinata sarebbe un bravo soldato. Tuttavia potremmo fare altrettanto bene senza di lui e non può farmi credere che non sia stato comprato.".
È probabile che il risentimento di Bragg, generale tra i più influenti dell'esercito confederato, sia stato in seguito una delle cause maggiori della caduta in disgrazia di Lovell.

### L'attacco nordista
Quando Lovell acquisì il controllo di New Orleans, Abraham Lincoln aveva già approvato i piani per un tentativo unionista di catturare la città, unico vero porto della Confederazione e per questo altamente strategico. Il piano era semplice: entrare nel fiume Mississippi e risalirlo verso nord navigando per 80 miglia fino alla città. Né Lovell, né i funzionari locali, né la Marina Confederata pensavano che ciò fosse fattibile, ritenendo più probabile un attacco via terra o via fiume proveniente da nord. Si credeva infatti che Fort Jackson e Fort St. Philip, i due bastioni confederati alla foce del Mississippi, sarebbero stati sufficienti a scoraggiare un assalto da quella direzione.
All'inizio della guerra, credendo che la città fosse sicura da operazioni nemiche via mare, gran parte delle truppe che la presidiavano erano state inviate verso altri campi di battaglia, lasciando New Orleans difesa solo da una ridotta guarnigione. Quando dei pescatori portarono la notizia dell'arrivo delle navi dell'Unione al largo della costa della Louisiana nel febbraio 1862, l'inadeguatezza delle difese sudiste divenne evidente. I forti alla foce del fiume resistettero ai bombardamenti unionisti, ma la flotta dell'ammiraglio Farragut li oltrepassò col favore dell'oscurità; dopo quattro giorni le navi nordiste si presentavano al porto della città.
Prima che i nordisti giungessero a New Orleans Lovell, rendendosi conto che un assedio sarebbe stato insostenibile, decise di ritirarsi in parti della regione più adatte alla difesa. La potenza delle cannoniere di Farragut surclassava infatti qualsiasi possibile metodo di difesa, e la città sarebbe di certo caduta nel giro di pochi giorni.

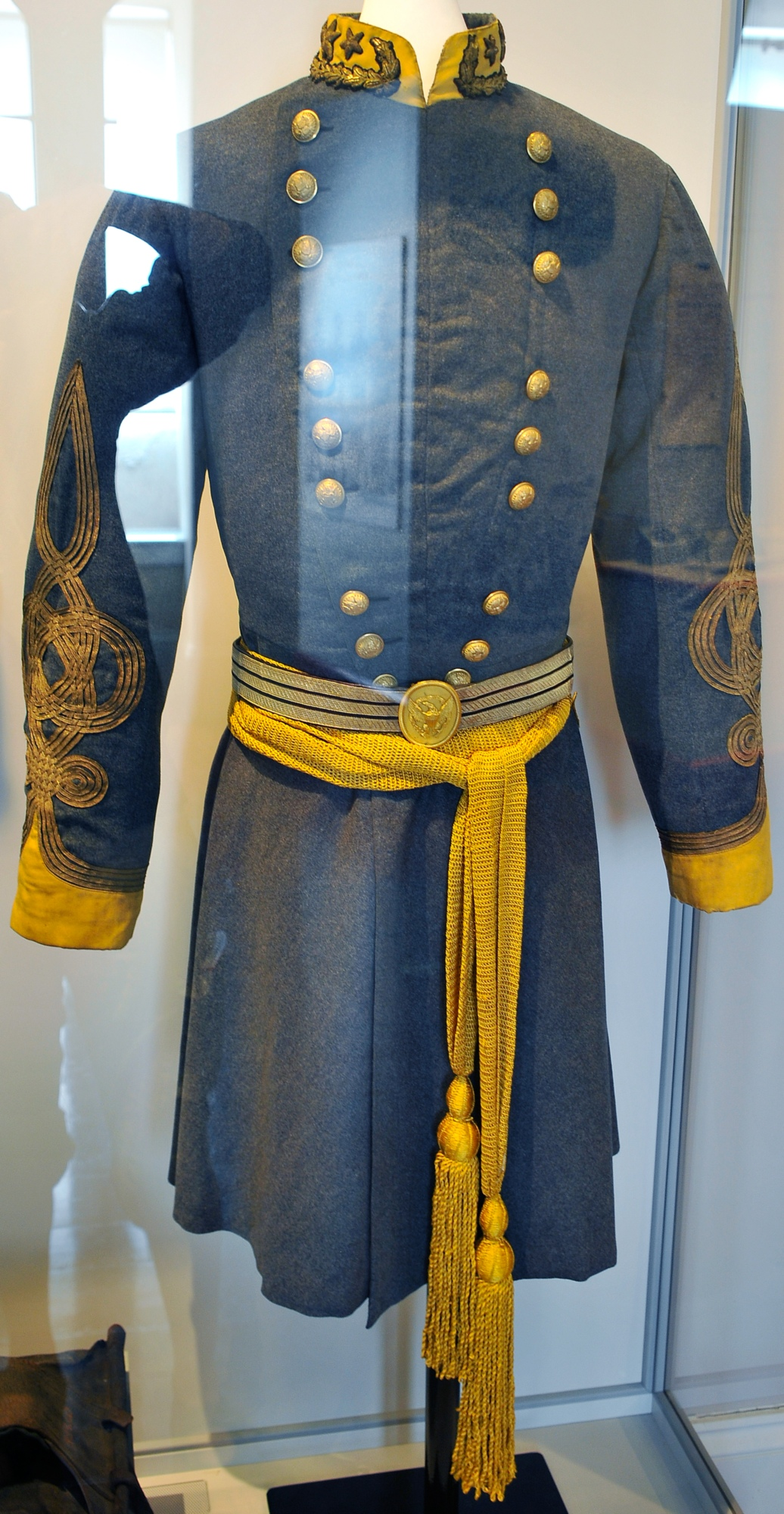
L'uniforme di Lovell, custodita al Cabildo.

### Conseguenze
Il generale Lovell venne duramente criticato per la perdita di New Orleans e l'apertura di un nuovo fronte di guerra (anche se non aveva uomini e materiali sufficienti per respingere le forze dell'Unione).
Ritiratosi verso nord, si unì al maggior generale Earl Van Dorn e comandò una divisione di fanteria alla seconda battaglia di Corinth, in Mississippi, dove riuscì a difendere il fianco dell'armata confederata e a permetterne il ritiro nonostante la sconfitta finale.
Fu comunque sollevato poco dopo dal comando, sempre a causa della perdita di New Orleans. Deciso a non divenire un capro espiatorio, richiese una corte d'inchiesta sulla propria condotta; la commissione si riunì nell'aprile 1863 e lo prosciolse dalle accuse di incompetenza. Nonostante questo, non gli fu assegnato alcun nuovo incarico di peso per il resto della guerra.

### Responsabilità della sconfitta
I veri responsabili della caduta della Louisiana erano probabilmente il presidente sudista Jefferson Davis, il segretario della Marina Stephen Russell Mallory e in generale il resto dell'amministrazione confederata. Era stata infatti data la priorità alla difesa della Virginia piuttosto che ad altri punti sensibili dello Stato secessionista, e il governo Davis, per evitare un tracollo di popolarità, incolpò Lovell della disfatta.
Gli sforzi del generale per riabilitare il suo nome furono, al tempo, vani: il suo onore e la sua carriera erano stati infatti sacrificati all'interesse politico. Venne assegnato ad incarichi nelle retrovie e non vide mai più il comando attivo.

## Vita successiva

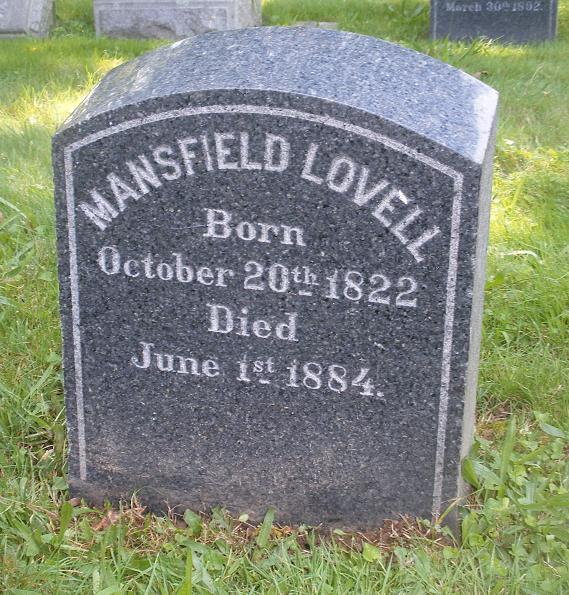
Lapide del generale Lovell al cimitero di Woodlawn, nel Bronx.

Subito dopo la guerra Lovell gestì una piantagione di riso in riva al mare vicino a Savannah, in Georgia, ma un'onda anomala distrusse tutto il suo primo raccolto e lo mandò in rovina. Fu costretto a tornare con la sua famiglia a New York, dove riprese la precedente carriera di ingegnere civile e geometra.
Lì morì nel 1884, e fu sepolto nel cimitero di Woodlawn nel Bronx.